# اغبرت بنسون
اغبرت بنسون (بالإنجليزية: Egbert Benson)‏ (و. 1746 – 1833 م) هو سياسي، وقاض، ومحام من الولايات المتحدة الأمريكية ولد في مدينة نيويورك.

## التعليم
تعلم في جامعة كولومبيا.